# Alejandro Domínguez (argentyński piłkarz)
Alejandro Damián Domínguez (ur. 10 czerwca 1981 w Lanús) – argentyński piłkarz grający na pozycji ofensywnego pomocnika lub napastnika, w klubie Rayo Vallecano.

## Kariera klubowa
Domínguez pochodzi z przedmieść Buenos Aires. Piłkarską karierę rozpoczął w klubie Quilmes Atlético Club. W sezonie 2000/2001 zadebiutował w jego barwach w Primera B Nacional i w pierwszym meczu przeciwko Club Atlético Banfield (3:0) zdobył gola. Latem 2001 Alejandro przeszedł do jednego z czołowych klubów w kraju, Club Atlético River Plate. W River nie miał jednak miejsca w składzie i jako rezerwowy wystąpił zaledwie w 2 meczach, w których zdobył po golu (w wygranym 5:1 meczu z Argentinos Juniors oraz wygranym 3:2 z Rosario Central), wywalczając mistrzostwo Clausura 2002. W kolejnych dwóch sezonach grał już w większej liczbie meczów, a w sezonie 2002/2003 wywalczył następny sukces – mistrzostwo Clausura.
W 2004 roku Domínguez wyjechał do rosyjskiego Rubinu Kazań. W Rubinie stał się zawodnikiem wyjściowej jedenastki i w pierwszym sezonie gry zajął 10. pozycję w Premier Lidze. W 2005 roku Rubin był rewelacją rozgrywek rosyjskiej ligi i zajął wysoką 4. pozycję, a Domínguez strzelił 6 goli. W 2006 roku Argentyńczyk spisywał się jeszcze bardziej udanie – dla Rubinu, który zajął 5. pozycję strzelił 13 goli w lidze, a na koniec roku został uznany Obcokrajowcem Roku w plebiscycie czasopisma Sport-Express.
Przed rozpoczęciem sezonu 2007 Domínguez za 7 milionów euro przeszedł do Zenitu Petersburg. Transfer ten stał się wówczas najwyższym w historii pomiędzy dwoma klubami rosyjskimi a został pobity w 2008 roku przez Portugalczyka Danny’ego. W Zenicie Argentyńczyk zadebiutował 31 marca 2007 w przegranym 1:3 domowym spotkaniu ze Spartakiem Moskwa. W 2007 roku wywalczył z Zenitem mistrzostwo Rosji. Z kolei w 2008 roku sięgnął po dwa europejskie trofea – Puchar UEFA, a także Superpuchar Europy.
W 2009 roku Domínguez został wypożyczony do mistrza Rosji z 2008 roku, Rubinu Kazań i tym samym powrócił do swojego pierwszego rosyjskiego klubu w karierze. W sezonie 2009 zdobył z Rubinem mistrzostwo Rosji i zdobył nagrodę dla najlepszego piłkarza ligi. Poza tym wystąpił ze swoim klubem w fazie grupowej Ligi Mistrzów. Zagrał we wszystkich 6 meczach i zaliczył dwa trafienia w meczach z Interem i Dynamem Kijów.
W grudniu 2009 roku podpisał kontrakt z Valencią, zaś 15 sierpnia 2012 roku przeszedł za darmo do Rayo Vallecano. Latem 2013 odszedł do Olympiakosu SFP.
| Sezon   | Klub                      | Kraj      | Rozgrywki          | Mecze | Bramki |
| ------- | ------------------------- | --------- | ------------------ | ----- | ------ |
| 2000/01 | Quilmes Atlético Club     | Argentyna | Primera B Nacional | 25    | 6      |
| 2001/02 | Club Atlético River Plate | Argentyna | Primera División   | 2     | 2      |
| 2002/03 | Club Atlético River Plate | Argentyna | Primera División   | 15    | 5      |
| 2003/04 | Club Atlético River Plate | Argentyna | Primera División   | 10    | 2      |
| 2004/05 | Rubin Kazań               | Rosja     | Priemjer-Liga      | 18    | 2      |
| 2005/06 | Rubin Kazań               | Rosja     | Priemjer-Liga      | 22    | 6      |
| 2006/07 | Rubin Kazań               | Rosja     | Priemjer-Liga      | 23    | 13     |
| 2007/08 | Zenit Petersburg          | Rosja     | Priemjer-Liga      | 24    | 3      |
| 2008/09 | Zenit Petersburg          | Rosja     | Priemjer-Liga      | 22    | 4      |
| 2009    | Rubin Kazań               | Rosja     | Priemjer-Liga      | 23    | 16     |
| 2009/10 | Valencia CF               | Hiszpania | Primera División   | 13    | 0      |
| 2010/11 | Valencia CF               | Hiszpania | Primera División   | 9     | 0      |
| 2011/12 | Valencia CF               | Hiszpania | Primera División   | 0     | 0      |
| 2012/13 | Rayo Vallecano            | Hiszpania | Primera División   | 33    | 5      |
| 2013/14 | Olympiakos SFP            | Grecja    | Superleague Ellada | 23    | 5      |
| 2014/15 | Olympiakos SFP            | Grecja    | Superleague Ellada | 30    | 15     |
| 2015/16 | Olympiakos SFP            | Grecja    | Superleague Ellada | 18    | 5      |
| 2016/17 | Olympiakos SFP            | Grecja    | Superleague Ellada | 11    | 3      |
| 2017/18 | Rayo Vallecano            | Hiszpania | Segunda División   | 15    | 1      |

## Kariera reprezentacyjna
W 2001 roku Domínguez został powołany do młodzieżowej reprezentacji Argentyny U-20 na MŚ U-20, których gospodarzem była Argentyna. Był tam rezerwowym, a wraz z kolegami z drużyny wywalczył młodzieżowe mistrzostwo świata.